# Wissenschaftspreis des Deutschen Bundestages
Der Wissenschaftspreis des Deutschen Bundestages ist ein Wissenschaftspreis, der vom Deutschen Bundestag vergeben wird. Der Preis wird in der Regel alle zwei Jahre für herausragende wissenschaftliche Arbeiten, zumeist Dissertationen oder Habilitationsschriften, zum Parlamentarismus vergeben. Der Preis ist mit 10.000 Euro dotiert.
Die Auswahl der Preisträger erfolgt durch eine interdisziplinäre Jury von insgesamt neun Professoren des Staatsrechts, der Geschichtswissenschaft und der Politikwissenschaft, die jeweils für die Dauer einer Legislaturperiode vom Bundestagspräsidenten ernannt wird. Die derzeitige Vorsitzende der Jury ist Suzanne S. Schüttemeyer, die zuvor 1999 bereits selbst mit dem Preis ausgezeichnet wurde.

## Preisträger
| Jahr | Preisträger                  | Titel der Arbeit |
| ---- | ---------------------------- | --- |
| 1989 | Udo Di Fabio                 | Rechtsschutz in parlamentarischen Untersuchungsverfahren                                                                                              |
| 1990 | Werner Jann                  | Parlamente und Gesetzgebung. Akteure und Ressourcen der parlamentarischen Gesetzgebung im internationalen Vergleich                                   |
| 1993 | Hermann Butzer               | Immunität im demokratischen Rechtsstaat – Verfassungsgrundlagen und Parlamentspraxis                                                                  |
| 1993 | Wolfgang Ismayr              | Der Deutsche Bundestag – Funktionen, Willensbildung, Reformansätze                                                                                    |
| 1994 | Thomas Kühne                 | Dreiklassenwahlrecht und Wahlkultur in Preußen 1867–1914                                                                                              |
| 1994 | Werner J. Patzelt            | Abgeordnete und Repräsentation – Amtsverständnis und Wahlkreisarbeit                                                                                  |
| 1995 | Wolfgang Demmler             | Der Abgeordnete im Parlament der Fraktionen |
| 1995 | Patrick Horst                | Haushaltspolitik und Regierungspraxis in den USA und der Bundesrepublik Deutschland                                                                   |
| 1996 | Frank Brettschneider         | Öffentliche Meinung und Politik. Eine empirische Studie zur Responsivität des Deutschen Bundestages                                                   |
| 1996 | Philippe A. Weber-Panariello | Nationale Parlamente in der Europäischen Union |
| 1997 | Martin Sebaldt               | Organisierter Pluralismus. Kräftefeld, Selbstverständnis und politische Arbeit deutscher Interessengruppen                                            |
| 1999 | Suzanne S. Schüttemeyer      | Fraktionen im Deutschen Bundestag, Empirische Befunde und theoretische Folgerungen                                                                    |
| 1999 | Arnd Uhle                    | Parlament und Rechtsverordnung |
| 2001 | Hans-Michael Kloth           | Vom „Zettelfalten“ zum freien Wählen. Die Demokratisierung der DDR 1989/1990 und die „Wahlfrage“                                                      |
| 2001 | Manfred Schwarzmeier         | Parlamentarische Mitsteuerungs-Strukturen und Prozesse informalen Einflusses im Deutschen Bundestag                                                   |
| 2003 | Andreas Maurer               | Parlamentarische Demokratie in der Europäischen Union – Der Beitrag des Europäischen Parlaments und der nationalen Parlamente                         |
| 2006 | Bernd Mertens                | Gesetzgebungskunst im Zeitalter der Kodifikationen. Theorie und Praxis der Gesetzgebungstechnik aus historisch-vergleichender Sicht                   |
| 2008 | Nino Galetti                 | Der Bundestag als Bauherr in Berlin: Ideen, Konzepte, Entscheidungen zur politischen Architektur                                                      |
| 2010 | Dieter Düding                | Parlamentarismus in Nordrhein-Westfalen 1946–1980 |
| 2012 | Friederike Lange             | Grundrechtsbindung des Gesetzgebers |
| 2014 | Benjamin Höhne               | Rekrutierung von Abgeordneten des Europäischen Parlaments. Organisation, Akteure und Entscheidungen in Parteien                                       |
| 2014 | Tim Neu                      | Die Erschaffung der landständischen Verfassung. Kreativität, Heuchelei und Repräsentation in Hessen 1509–1655                                         |
| 2017 | Jelena von Achenbach         | Demokratische Gesetzgebung in der Europäischen Union. Theorie und Praxis der dualen Legitimationsstruktur europäischer Hoheitsgewalt                  |
| 2019 | Tino Frieling                | Gesetzesmaterialien und Wille des Gesetzgebers. Fallgruppen verbindlicher Willensäußerungen                                                           |
| 2021 | Benedikt Wintgens            | Treibhaus Bonn. Die politische Kulturgeschichte eines Romans                                                                                          |
| 2023 | Mechthild Roos               | The Parliamentary Roots of European Social Policy. Turning Talk into Power                                                                            |
| 2023 | Oliver Haardt                | Bismarcks ewiger Bund. Eine neue Geschichte des Deutschen Kaiserreichs                                                                                |
| 2025 | Nicole Hövelmeyer            | Brexit als vermeintliche Rückkehr zur constitutional orthodoxy. Selbstbindung des Westminster Parliament nach dem Austritt aus der Europäischen Union |
| 2025 | Felix Lücke                  | Nicht kodifizierte Regeln im Deutschen Bundestag. Eine empirische und rechtssystematische Studie über das informale Parlament                         |